# Robin Deacon
Robin Deacon (Eastbourne, Anglaterra, 1973) és un performer, escriptor i videoartista anglès. Es va llicenciar en belles arts a la Universitat de Gal·les. Les seves primeres obres, caracteritzades ja per l'humor i la sàtira que impregnarà els seus treballs, se centren en la manipulació visual d'objectes. Més endavant, realitza intervencions en espais públics per tal de qüestionar les limitacions imposades a la performance per mitjà de convencions temporals, espacials i socials. Els seus treballs més recents, com ara Harry&Me, Live i Colin Powell, exploren, però, una possible aproximació periodística de l'art a través de conferències-performance. Ha participat en festivals europeus i ha impartit conferències a diverses universitats. En l'actualitat, dirigeix el curs d'estudis del teatre i la performance de la Universitat South Bank de Londres.